# Staatsstreich vom 2. Dezember 1851

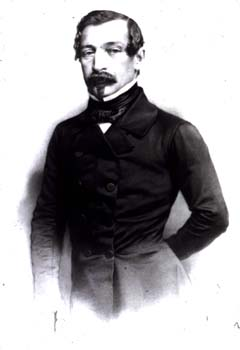
Charles Louis Napoléon Bonaparte, 1848

Beim Staatsstreich vom 2. Dezember 1851 löste der französische Staatspräsident Charles Louis Napoléon Bonaparte die Nationalversammlung auf und ließ führende Oppositionspolitiker verhaften. Die folgenden blutigen Kämpfe konnte Napoléon am 5. Dezember schließlich für sich entscheiden.
Nach der erfolgreichen Volksabstimmung vom 21. Dezember 1851 über eine neue Verfassung und dem Plebiszit vom 21. November 1852 über die Wiedereinführung des Kaisertums ließ sich Napoléon schließlich, zum 2. Dezember 1852 (dem ersten Jahrestag des Staatsstreichs), zum Kaiser der Franzosen ausrufen, was zum Ende der 1848 gegründeten Zweiten Französischen Republik und zum Beginn des Zweiten Kaiserreichs führte.
Die Machtergreifung erfolgte durch eine zwangsweise Auflösung der Nationalversammlung durch Soldaten. Am 4. Dezember kam es in Paris zu einem Aufstandsversuch unter der Beteiligung von Victor Hugo. Dieser wurde blutig niedergeschlagen, etwa 200 Menschen kamen ums Leben.
Im Mai 1852 veröffentlichte Karl Marx seine Analyse dieses Staatsstreichs unter dem Titel Der achtzehnte Brumaire des Louis Bonaparte.

## Vorgeschichte
Die Julimonarchie unter König Louis-Philippe I. dauerte von 1830 bis 1848. Sie endete mit der Etablierung der Zweiten Französischen Republik nach der bürgerlichen Februarrevolution von 1848. Die Zweite Republik war ihrerseits nicht in der Lage, die schweren wirtschaftlichen Probleme zu lösen und sah sich einer Revolte ausgesetzt, als die Arbeiterschaft in Paris im Juniaufstand vom 22. bis zum 26. Juni 1848 gegen die Schließung der Nationalwerkstätten protestierte.